# Akentrobuthus leleupi
Akentrobuthus es un género de escorpiones de la familia Buthidae descrito por Lamoral en 1976. Su única especie es Akentrobuthus leleupi Lamoral, 1976.
Endémica de la República Democrática del Congo.